# Tam Giang, Núi Thành
Tam Giang là một xã thuộc huyện Núi Thành, tỉnh Quảng Nam, Việt Nam.

## Địa lý
Xã Tam Giang nằm ở phía đông huyện Núi Thành, có vị trí địa lý:
- Phía đông giáp xã Tam Quang
- Phía tây giáp xã Tam Hiệp
- Phía nam giáp thị trấn Núi Thành và xã Tam Nghĩa
- Phía bắc giáp xã Tam Hải.

Xã Tam Giang có diện tích 13,05 km², dân số năm 2019 là 6.831 người, mật độ dân số đạt 524 người/km².

## Hành chính
Xã Tam Giang được chia thành 4 thôn: Đông Xuân, Đông Bình, Đông An, Hòa An.